# Sophia Griebel
Sophia Griebel, née le 7 juin 1990 à Suhl, est une skeletoneuse allemande.

## Biographie
Sophia Griebel pratique le skeleton depuis 2005 et entre en équipe nationale allemande en 2008. Il a fait ses débuts en Coupe d'Europe en janvier 2008, en remportant la compétition lors de la saison 2009/10. Elle remporte le classement final de la Coupe intercontinentale en 2010/11 et est arrivé troisième de la même saison en Coupe nord-américaine. Il s'est imposé dans les catégories juniors aux championnats du monde en remportant la médaille d'argent aux Igls 2013 derrière la Russe Elena Nikitina.
Elle a pris part aux Jeux olympiques d'hiver de Sotchi 2014, terminant à la dixième place de la compétition individuelle.
Elle a également participé à trois éditions des championnats du monde, remportant la médaille d'or en compétition par équipes et la médaille de bronze individuelle à Whistler en 2019.

## Palmarès

### Jeux olympiques
- JO 2014 : 10e

### Championnats du monde
- 2019 :  Médaille de bronze en individuel.
- 2019 :  Médaille d'or par équipes mixtes.

### Championnats d'Europe
- 2014 :  Médaille de bronze en individuel.